# Madeleine Grive
Linnéa Madeleine Norberg Grive, född 25 juli 1955, är en svensk kulturjournalist. Hon är chefredaktör för tidskriften 20TAL, där hon har haft en framträdande roll sedan starten 1980, då under namnet 80tal. Hon är grundare av Stockholms Internationella Poesifestival, som invigdes 1997 och som sedan dess arrangerats årligen på Kungliga Dramatiska Teatern, Stockholms stadsteater, Kungliga Konstakademien och Scalateatern. Utmärkande för festivalen är sammanförandet av konstarter på scenen: främst litteratur, musik och dans, i regi och under konstnärligt ledarskap av Madeleine Grive. Hon är dotter till Bengt Grive.

## Priser och utmärkelser
- 1989 – Axel Liffner-stipendiet
- 2009 – Expressens Björn Nilsson-pris för god kulturjournalistik
- 2012 – Längmanska kulturfondens stora pris[2]